# Les Manèges d'Andréa

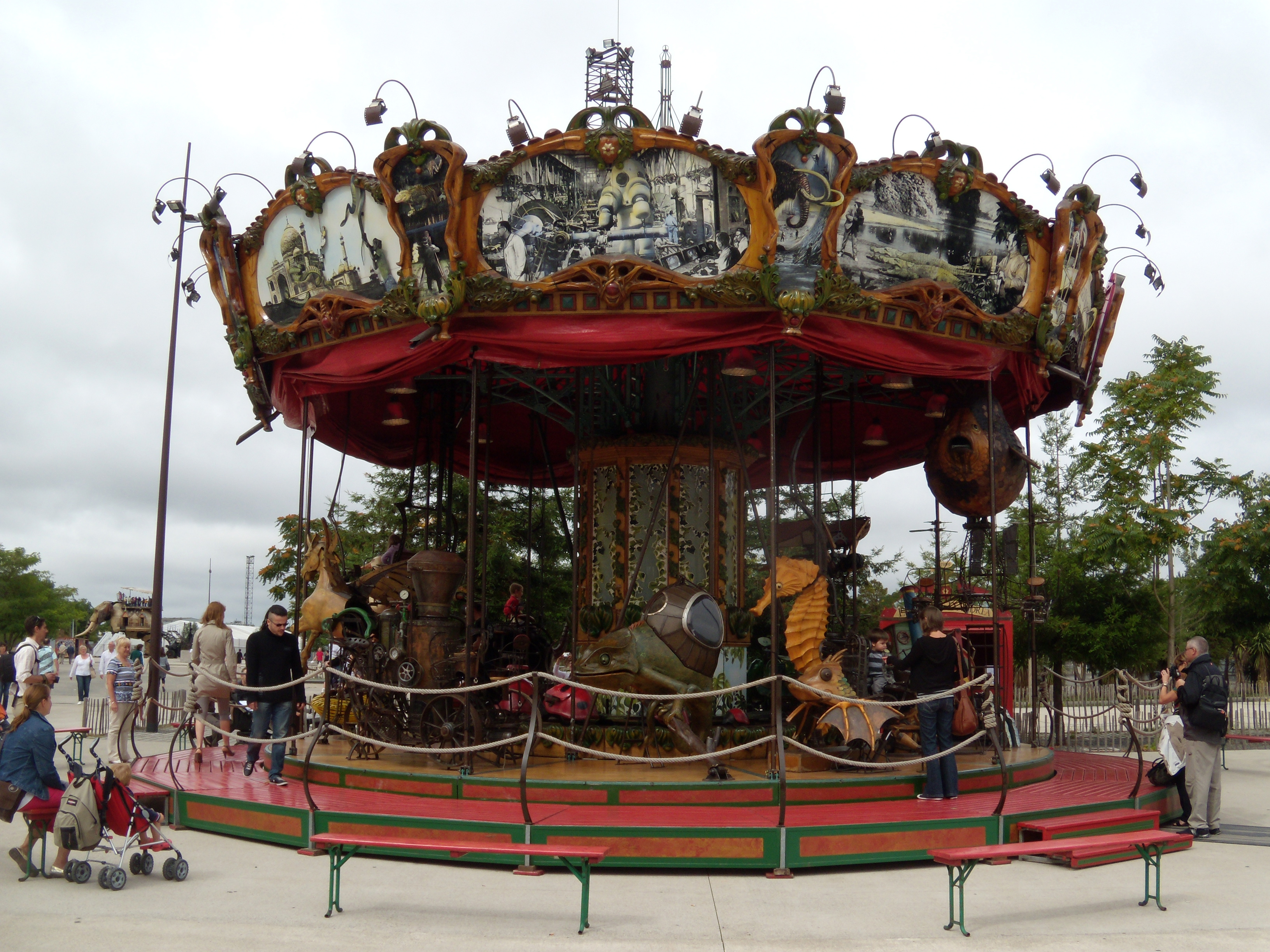
Le manège d'Andréa. On voit bien le caméléon au centre, l'hippocampe à droite avec le poisson volant, le poisson montgolfière à l'extrême droite et, de l'autre côté, une machine à vapeur

Les Manèges d'Andréa sont deux carrousels. Le premier s'appelle le manège Magique. Le deuxième est le manège d'Andréa et a donné son nom à la série. Tous deux ont été imaginés par Jean-Luc Courcoult, metteur en scène de la compagnie de théâtre de rue française Royal de luxe et ont été réalisés par François Delarozière.

## Le manège Magique
Il a été créé en 1992 pour le 20e anniversaire de la marque de vêtements pour enfants Catimini, à la demande de ses dirigeants. Il a été fabriqué à partir de matériaux comme le bois, l'acier, le zinc et le tissu. On y trouve une sauterelle géante, une chenille velue, une fusée qui monte à 5 m en traversant la bâche, un paquebot qui fume, un dinosaure (sculpté à la main) qui crache des flammes, une montgolfière qui sort de l'enceinte du manège, un ptérodactyle, une contrebasse avec de vraies cordes et un archet, un sous-marin, un avion à hélice, un escargot, une pieuvre dont les huit tentacules, en bois sculpté, sont articulés et des fusées bombes qui crachent du feu. Tous ont été imaginés par Jean-Luc Courcoult et réalisés par François Delarozière d'après l'iconographie de Philippe Chabry.
Au centre du manège, plusieurs métiers imaginaires sont animés : la gonfleuse de nuages, l'indicateur d'oiseaux migrateurs, le chercheur de petites bêtes, le lanceur d'enfants dans le ciel, l'imprimeur de coccinelles et l'aplatisseur d'heures. Le chapiteau du manège montre huit femmes volantes, entre lesquelles on trouve huit médaillons représentant les petits voyages, sur une sauterelle, sur un hanneton ou sur un crocodile, notamment. L'imagerie est réalisée en sérigraphie sur tôle.
Le manège Magique mesure 10 m de haut pour 10 m de diamètre et occupe une surface au sol de 180 m2. Il pèse 12 tonnes.
La famille d'Andréa est à ses commandes depuis ses débuts et en est devenue propriétaire en 2001.

## Le manège d'Andréa
Il a été créé à Toulouse en 1999 par l'équipe de la Machine, dirigée par François Delarozière, et a été entièrement fait à la main à partir de bois, de cuivre et d'acier. Parmi les éléments du manège, on trouve entre autres un caméléon, un poisson-volant, un lézard à collerette, une autruche, un poisson montgolfière, un hippocampe, un lucane cerf-volant, un homme volant et un cheval ailé. Il mesure 13 m de haut pour 13 m de diamètre et occupe une surface au sol de 260 m2. Il pèse 20 tonnes. Trente-quatre enfants de 2 à 12 ans peuvent y prendre place. Le chapiteau en bois sculpté est orné de dix sérigraphies représentant les aventures extraordinaires d'explorateurs des siècles passés.
Il sillonne la France et d'autres pays européens comme l'Espagne, le Portugal et la Belgique. Il revient régulièrement à Nantes, aux Machines de l'île, dans le parc des Chantiers, où il rejoint les autres créations de La Machine de François Delarozière.

## Galerie

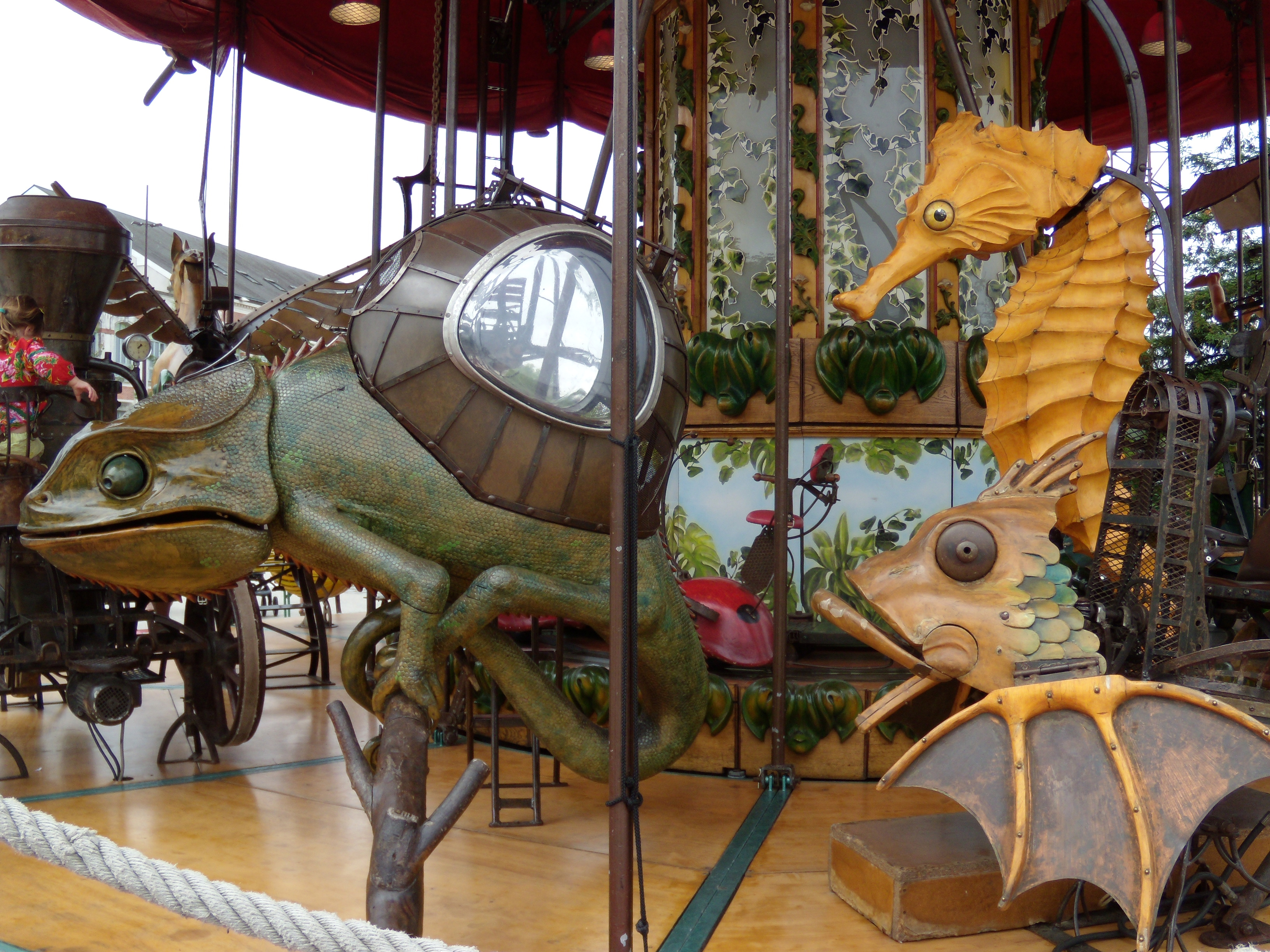
Le Manège d'Andréa : le caméléon, l'hippocampe et le poisson volant
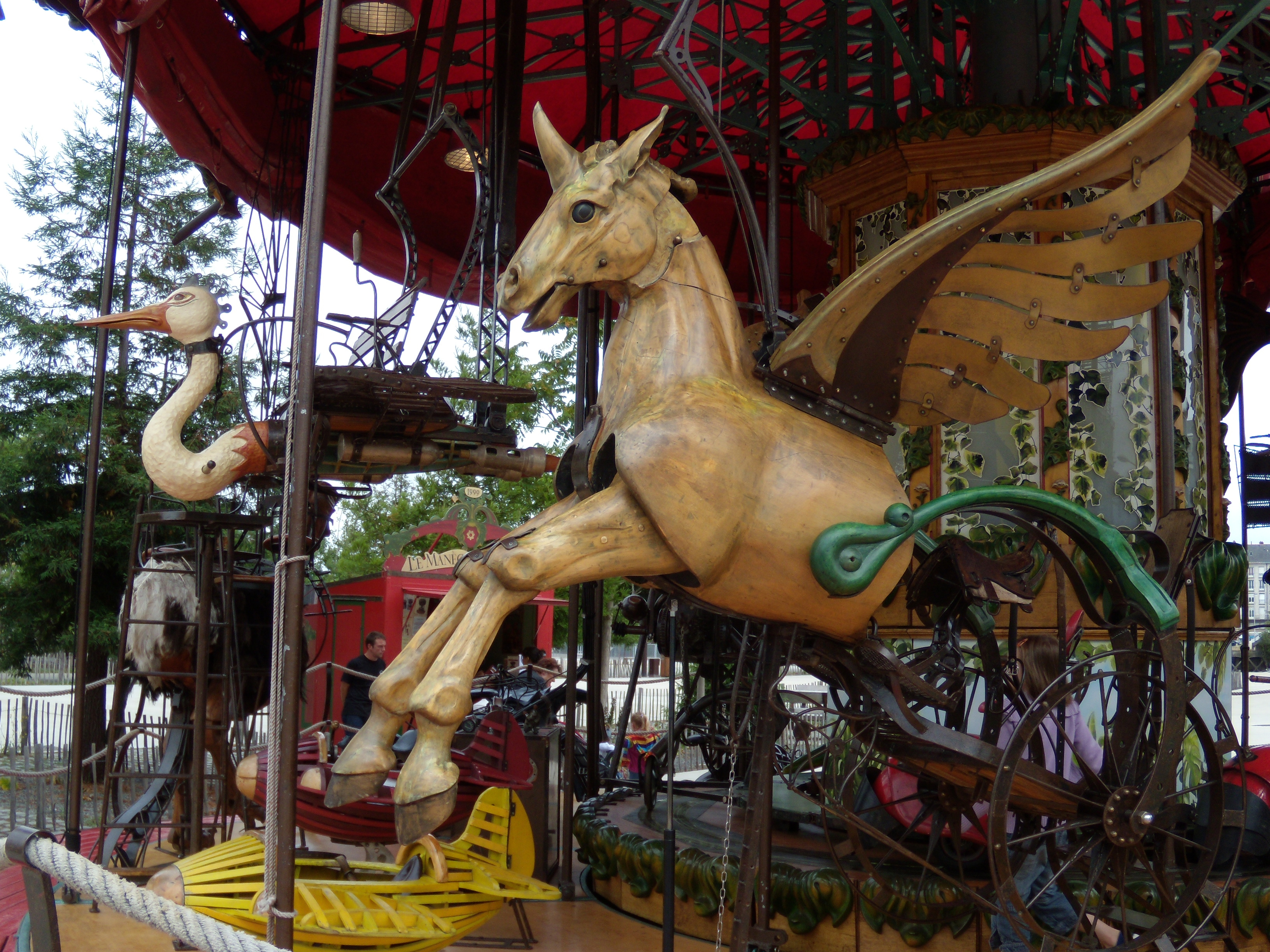
Le Manège d'Andréa : la licorne ailée
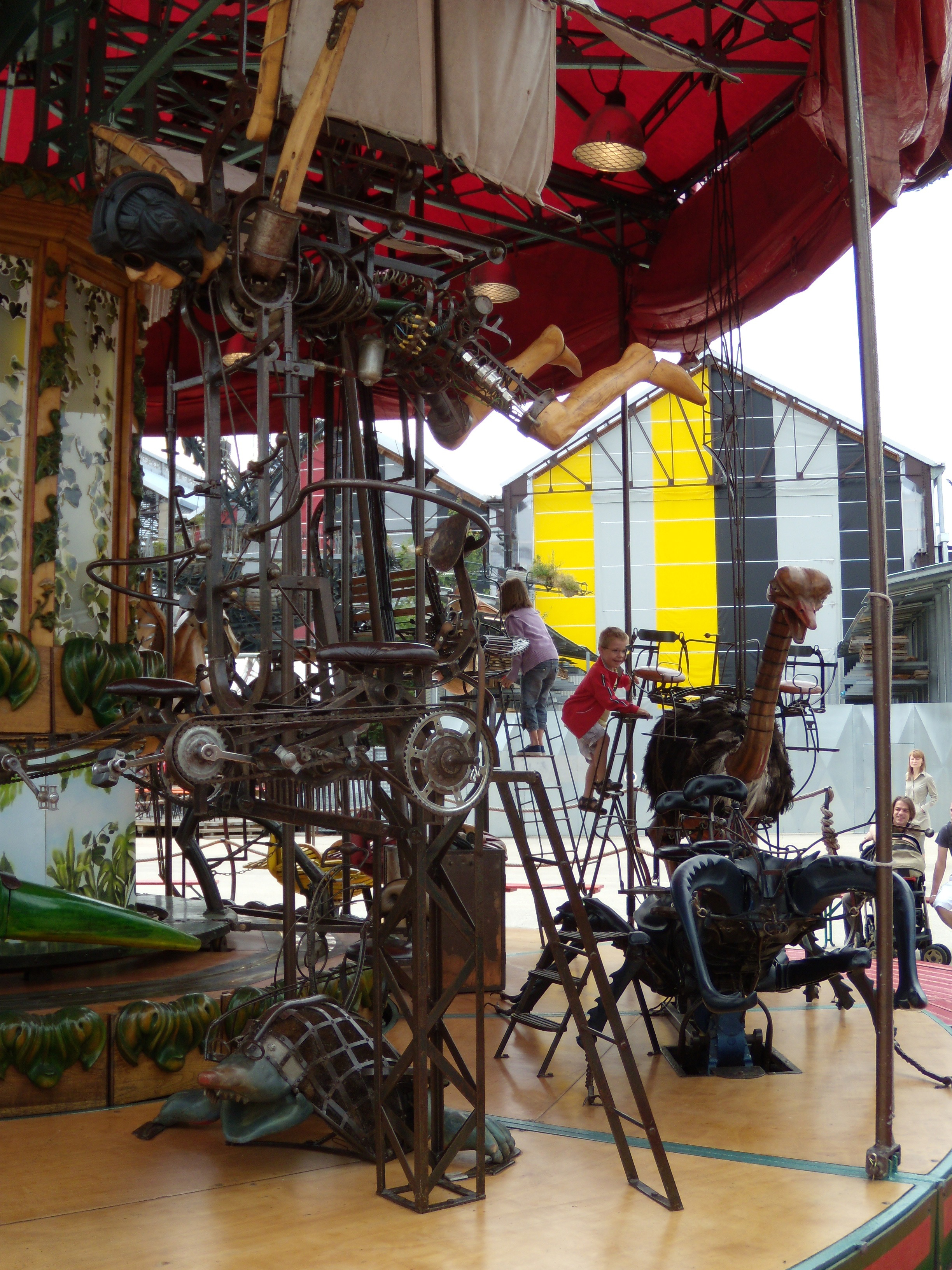
Le Manège d'Andréa : l'homme volant, l'autruche, le lucane cerf-volant et la taupe
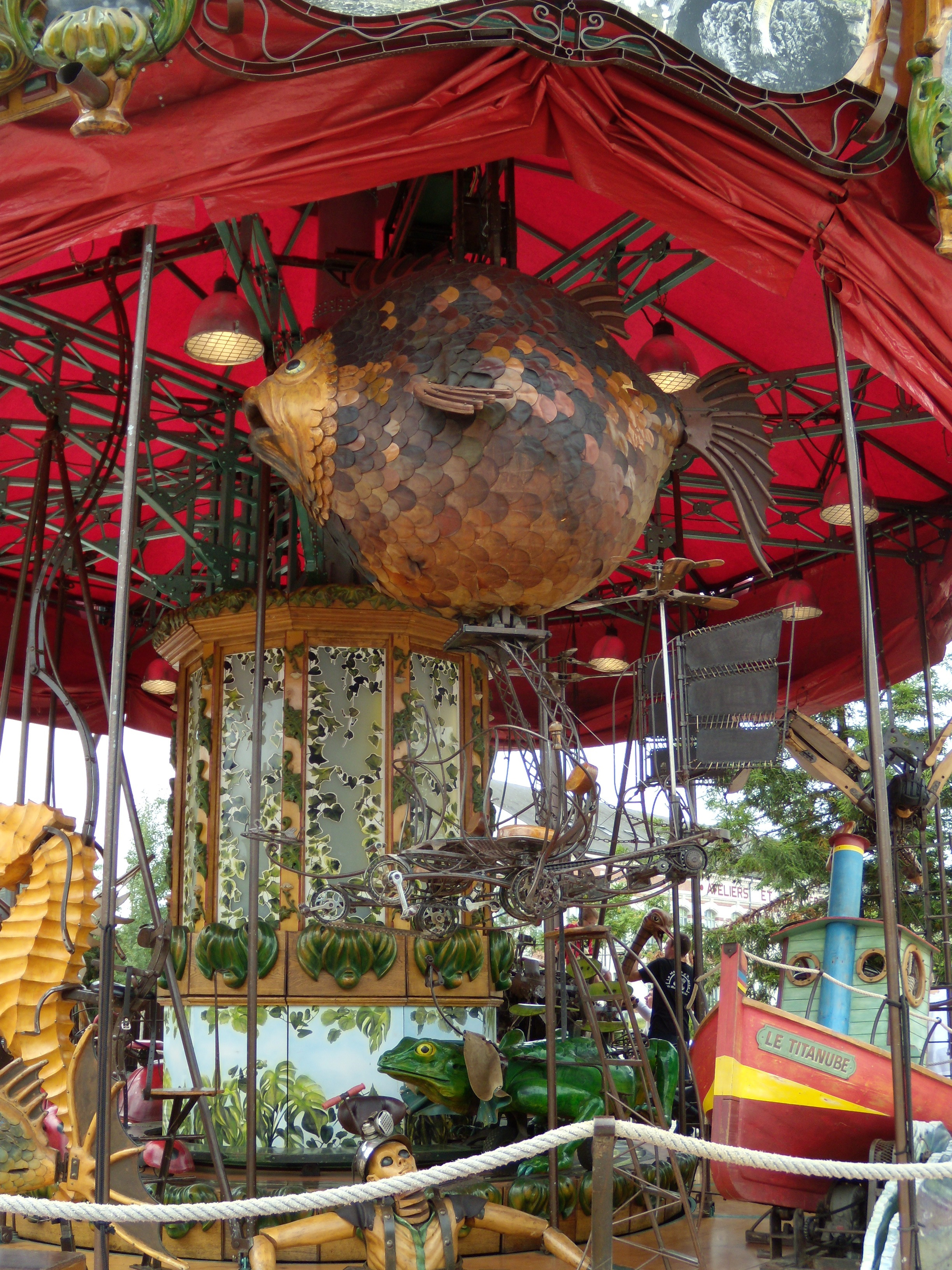
Le Manège d'Andréa : le poisson montgolfière, le bateau de pêche Titanube et la grenouille

## Sources
« Les manèges d'Andréa » (version du 3 août 2021 sur Internet Archive)